# Wang Xin (Badminton)
Wang Xin (chinesisch 汪鑫, Pinyin Wāng Xīn, * 10. November 1985 in Dandong) ist eine Badmintonspielerin aus der Volksrepublik China.

## Karriere
2008 gewann Wang Xin Bronze bei der Welthochschulmeisterschaft im Dameneinzel. Ein Jahr später siegte sie bereits bei den Philippines Open und wurde Zweite bei den China Open. 2010 war sie bei den Malaysia Open und German Open erfolgreich. Mit dem chinesischen Damenteam wurde sie im gleichen Jahr Vizeweltmeisterin.

## Sportliche Erfolge
| Saison | Veranstaltung              | Disziplin   | Platz | Name     |
| ------ | -------------------------- | ----------- | ----- | -------- |
| 2008   | Welthochschulmeisterschaft | Dameneinzel | 3     | Wang Xin |
| 2009   | Philippines Open           | Dameneinzel | 1     | Wang Xin |
| 2009   | China Open                 | Dameneinzel | 2     | Wang Xin |
| 2010   | Malaysia Open              | Dameneinzel | 1     | Wang Xin |
| 2010   | German Open                | Dameneinzel | 1     | Wang Xin |
| 2010   | All England                | Dameneinzel | 3     | Wang Xin |
| 2010   | Uber Cup                   | Team        | 2     | China    |